# 缪可馨事件
缪可馨事件發生在2020年6月4日，當天中華人民共和國江苏省常州市金坛区河滨小学五年级女生缪可馨的作文被其語文教師袁灯美批評帶有負能量，隨後缪可馨無法忍受批評，選擇跳樓自殺，年僅十歲。事件發生之後引起輿論廣泛關注。

## 過程
2020年6月4日，河濱小學的五年級語文老師袁燈美佈置名為“《三打白骨精》读后感”的作文。缪可馨在作文中提到：“不要被表面的样子，虚情假意伪善的一面所蒙骗。在如今的社会里，有人表面看着善良，可内心却是阴暗的。他们会利用各种各样的卑鄙手段和阴谋诡计，来达到自己不可告人的目的。”而袁燈美認為，缪可馨的語句屬於“负能量”，她要求缪“传递正能量”。之後，缪可馨对作文进行了修改，增加了同學甲看中了同學乙的一支筆，甲決意不择手段获取筆的故事。袁燈美在第二次批阅缪可馨作文时建议：“可以围绕孙悟空打白骨精时，一次不成又打一次，再打一次，像这种坚持不懈的精神等方面，去谈谈感受。”而缪可馨的作文始終無法過關。
作文课下课后，袁燈美让孩子们上厕所。缪可馨在此时面色痛苦走出了位于四楼的教室，来到了围栏附近。缪可馨爬上护栏的过程中，有两名路過的学生覺得奇怪，询问她想干什么，但缪可馨没有回答。缪可馨在墜樓後送醫不治身亡。

## 事後
事發之後，袁燈美暫停教學。不過在班級的家长微信群里，有家长发起投票，要求認為袁老師沒有錯的點讚，大部分家長選擇點讚，僅有少數家長認為，點讚對缪可馨家人是一種傷害。河濱小學負責人表示，袁灯美业务能力强，是常州市学科带头人，还获得过常州市十佳辅导员，並且她和其他老师相处正常，又称她为此事十分伤心，今后學校將加强生命安全教育，让孩子们懂得珍惜生命。当地官方人士還表示，缪可馨存在抄襲現象，又說启动调查會对老师造成特別大的傷害。
而袁燈美曾教过的学生則发文举报其师德师风存在问题。多名學生表示，袁燈美曾經體罰學生。缪可馨家長則聲稱，袁燈美曾收受家長紅包和違規開辦輔導班，而在2019年10月，缪可馨就曾告诉家人，自己在课上被袁燈美抽過耳光。袁燈美在事後亦承認此事。6月18日，江苏省常州市金坛区教育局发布通报，正式对袁燈美展开调查。
7月8日，江苏省常州市金坛区教育局公布了调查结果，涉事教师袁灯美存在违纪违规行为，受到党内严重警告处分及降低岗位等级处分，其收受的款物也予以收缴。